# Peloponnes-Mauereidechse
Die Peloponnes-Mauereidechse (Podarcis peloponnesiacus) ist die größte Echsenart aus der Gattung der Mauereidechsen. Sie ist ausschließlich auf dem Peloponnes in Griechenland anzutreffen.

## Merkmale
Die Peloponnes-Mauereidechse ist die größte Art der Mauereidechsen und erreicht eine Gesamtlänge von 22 bis 27 Zentimeter. Davon erreicht ihr Körper 6 bis 8,5 Zentimeter und ihr Schwanz etwa die doppelte Länge. Ihr Rücken ist meist bräunlich und bei den Männchen grünlich und vor allem bei den Weibchen deutlich längsgestreift. Die Art besitzt in der Regel zwei bis vier Rückenstreifen und mehrere dunkle Längsbänder, sie kann jedoch auch ohne Zeichnung vorkommen. Zudem besitzt sie häufig auffällige blaue Schilde am Bauchrand und an den Flanken. Die Bauchseite ist weißlich, orange oder rot und ungezeichnet.

## Lebensraum
Man findet sie ausschließlich auf dem Peloponnes in Griechenland. Sie leben im Flach- und Bergland bis etwa 1600 Meter Höhe vor allem auf trockenen und steinigen Flächen, in Olivenhainen sowie in unbewohnten Gebäuden und an Straßenrändern.

## Lebensweise
Die Eidechsen sind tagaktiv und leben fast ausschließlich auf dem Boden.